# レトリビューション作戦
レトリビューション作戦 、リトリビューション作戦(Operation Retribution) は、第二次世界大戦中の枢軸国軍がチュニジア北部で孤立し連合国軍の最終段階の攻撃に直面している時期に実行された、枢軸国軍の海路によるチュニジアからシチリアへの撤退阻止を目的とした空と海からの封鎖作戦。
連合国軍海軍部隊の指揮官であるイギリスのアンドルー・カニンガム提督は1943年5月7日に「沈めよ、焼き破壊せよ。何も通すな (Sink, burn and destroy. Let nothing pass)」という信号によって作戦を開始した。また、彼はギリシャやクレタ島の戦いで彼の駆逐艦部隊が耐えなければならなかった損害に対する仕返しの意味でレトリビューション（報復、懲罰）作戦と命名した。ドイツ軍は大規模な救助活動を実施することは不可能であった。
枢軸国軍の窮状は早くからわかっており、大規模な人員の撤退作戦が予想された。そこで、動員可能な軽快部隊はすべてマルタかボーヌに集結させられ、それぞれ担当哨戒エリアが割り振られた。そのような兵力を集めるため、船団の運航を制限し艦艇を護衛任務から解放した。イタリア艦隊の出撃も予期されたことから、戦艦「ネルソン」、「ロドニー」、空母「フォーミダブル」が大規模な戦闘に備えてアルジェへ配置された。
実際はイタリア艦隊の出撃はなく、海路による組織的な撤退も行われなかった。チュニジアへ向かっていた2隻の補給船が補足され沈められたほか、イギリスのMTBやアメリカのPTボートが小型船を捕捉したりRas Iddaやケリビア周辺で襲撃を行った。海上部隊に対する最も大きな脅威は友軍機による同士討ちであり、以後識別用の赤い表示が艦上につけられた。
北アフリカの枢軸国軍は5月13日に降伏した。